# Leccinellum
Genre
Leccinellum est un genre de champignons de la famille des Boletaceae.

## Liste des espèces
Selon MycoBank (13 novembre 2023) :
- Leccinellum aberrans (J. Blum) C. Hahn, 2020
- Leccinellum albellum (Peck) Bresinsky & Manfr. Binder, 2003
- Leccinellum alborufescens N.K. Zeng, R. Xue & S. Jiang, 2019
- Leccinellum brunneobadium (J. Blum) Blanco-Dios, 2018
- Leccinellum carpini (R. Schulz) Bresinsky & Manfr. Binder, 2003
- Leccinellum castaneum Yan C. Li & Zhu L. Yang, 2021
- Leccinellum citrinum Yan C. Li & Zhu L. Yang, 2021
- Leccinellum corsicum (Rolland) Bresinsky & Manfr. Binder, 2003
- Leccinellum cremeum Zhu L. Yang & G. Wu, 2016
- Leccinellum crocipodium (Letell.) Della Maggiora & Trassinelli, 2014
- Leccinellum fujianense N.K. Zeng, R. Xue & Zhi Q. Liang, 2019
- Leccinellum griseopileatum Yan C. Li & Zhu L. Yang, 2021
- Leccinellum griseum (Quél.) Bresinsky & Manfr. Binder, 2003
- Leccinellum indoaurantiacum D. Chakr., K. Das, A. Baghela, S.K. Singh & Dentinger, 2016
- Leccinellum lepidum (H. Bouchet ex Essette) Bresinsky & Manfr. Binder, 2003
- Leccinellum luteoporum (Bouchinot) Blanco-Dios, 2018
- Leccinellum luteoscabrum (Schiffn.) Bresinsky & Manfr. Binder, 2003
- Leccinellum luteum (A.H. Sm., Thiers & Watling) Mikšík, 2019
- Leccinellum nigrescens (Richon & Roze) Bresinsky & Manfr. Binder, 2003
- Leccinellum onychinum Fang Li, Kuan Zhao & Q.L. Deng, 2016
- Leccinellum pseudoscabrum (Kallenb.) Mikšík, 2017
- Leccinellum quercophilum M. Kuo, 2013
- Leccinellum rhodoporosum (Har. Takahashi) Har. Takahashi, 2016
- Leccinellum rugosiceps (Peck) C. Hahn, 2020
- Leccinellum sinoaurantiacum (M. Zang & R.H. Petersen) Yan C. Li & Zhu L. Yang, 2021
- Leccinellum sandmanii D. Puddu, 2023
- Leccinellum tlemcenense (Maire) C. Hahn, 2020
- Leccinellum viscosum (Halling & B. Ortiz) Mikšík, 2016

Espèces présentes en France selon l'INPN (13 novembre 2023) :
- Leccinellum corsicum (Rolland) Bresinsky & Manfr.Binder, 2003
- Leccinellum crocipodium (Letell.) Della Magg. & Trassin., 2014
- Leccinellum lepidum (H. Bouchet ex Essette) Bresinsky & Manfr. Binder, 2003
- Leccinellum pseudoscabrum (Kallenb.) Mikšík, 2017
- Leccinellum sandmanii D. Puddu, 2023

## Publication originale
- (de) A. Bresinsky et H. Besl, « Beiträge zu einer Mykoflora Deutschlands - Schlüssel zur Gattungsbestimmung der Blätter-, Leisten- und Röhrenpilze mit Literaturhinweisen zur Artbestimmung », Regensburger Mykologische Schriften, vol. 11,‎ 2003, p. 1-236